# Zabarivka, Koriukivka
Zabarivka (în ucraineană Забарівка) este localitatea de reședință a comunei Zabarivka din raionul Koriukivka, regiunea Cernihiv, Ucraina.

## Demografie
Componența lingvistică a localității Zabarivka
     Ucraineană (96,68%)
     Rusă (2,95%)
     Alte limbi (0,37%)
Conform recensământului din 2001, majoritatea populației localității Zabarivka era vorbitoare de ucraineană (96,68%), existând în minoritate și vorbitori de rusă (2,95%).